# Vanderboom
Vanderboom is het derde studioalbum van de Nederlandse zanger Jeroen van der Boom. Het album werd uitgebracht in 2006.
Het is het eerste album waarop Van der Boom in het Engels zingt. Op het album staan covers van bekende liedjes zoals Don't stop me now en Have I told you lately.
De cd bereikte geen notering in de albumlijsten.

## Tracklist
1. How it is
2. I like it
3. Zoom
4. Free as the wind
5. Don't stop me now
6. I feel good
7. Message in a bottle (S.O.S)
8. Have I told you lately
9. Bring it on home to me
10. It must be love
11. That's all I want from you
12. Wonderfull tonight
13. Unchain my heart